# Sanchezia sprucei
Sanchezia sprucei är en akantusväxtart som beskrevs av Gustav Lindau. Sanchezia sprucei ingår i släktet Sanchezia och familjen akantusväxter. Inga underarter finns listade i Catalogue of Life.